# Nowy Tomyśl Strzelnica
Nowy Tomyśl – dawny wąskotorowy kolejowy przystanek osobowy w Nowym Tomyślu, w województwie wielkopolskim, w Polsce. Został wybudowany w 1898 roku razem z linią do Wąsowa.